# Aphaenogaster takahashii
Aphaenogaster takahashii é uma espécie de inseto do gênero Aphaenogaster, pertencente à família Formicidae.